# Yasuharu Sorimachi
Yasuharu Sorimachi (反町 康治, Sorimachi Yasuharu, Saitama, 8 maart 1964) is een Japans voormalig voetballer die als middenvelder speelde.

## Carrière
Yasuharu Sorimachi speelde tussen 1987 en 1997 voor Yokohama Flügels en Bellmare Hiratsuka.

## Japans voetbalelftal
Yasuharu Sorimachi debuteerde in 1990 in het Japans nationaal elftal en speelde 4 interlands.

## Statistieken
| Japans voetbalelftal | Japans voetbalelftal | Japans voetbalelftal |
| Jaar                 | Wed.                 | Dlp.                 |
| -------------------- | -------------------- | -------------------- |
| 1990                 | 2                    | 0                    |
| 1991                 | 2                    | 0                    |
| Totaal               | 4                    | 0                    |